# Роберт (граф д’Э)
Роберт д’Э (фр. Robert d’Eu; умер в 1089 или 1093) — нормандский аристократ, граф д’Э (с 1053 года), участник нормандского завоевания Англии.

## Биография

### Правление
Роберт был старшим сыном графа д’Э Вильгельма I и Лесселин д’Аркур. Отец Роберта являлся побочным сыном нормандского герцога Ричарда I. После его смерти в 1058 году Роберт унаследовал небольшое графство Э в северо-восточной Нормандии.
Первое упоминание о Роберте в источниках относится к 1054 году, когда он принял участие в подавлении восстания верхненормандских баронов против герцога Вильгельма Незаконнорождённого и отражении вторжения французских войск в Нормандию. Роберт д’Э командовал одним из отрядов нормандской армии, нанёсшей поражение французам в сражении при Мортемаре.
В 1066 году Роберт д’Э принял участие во вторжении нормандского герцога Вильгельма в Англию, приведя с собой флот из 60 кораблей, и сражался в битве при Гастингсе. После завершения завоевания Роберт получил обширные владения в Англии, прежде всего в Суссексе, с центром в замке Гастингс. В 1069 году он, совместно с Робертом де Мортеном, руководил операциями в Линкольншире против восставших англосаксов и пришедшего им на помощь флота датского короля Свена II Эстридсена.
После смерти Вильгельма Завоевателя Роберт д’Э примкнул к сторонникам его старшего сына Роберта III Куртгёза и принял участие в восстании английских баронов против короля Вильгельма II Руфуса. Потерпев поражение, Роберт примирился с Вильгельмом II и был вынужден согласиться на размещение королевских войск в своих замках.
Умер Роберт 8 сентября 1089 или 1093 года.

### Семья
- 1-я жена: Беатрис
  - Рауль
  - Вильгельм II (около 1058 — около 1096), граф д’Э и 1-й лорд Гастингс
  - Роберт
  - Арман де Мортен
  - Эрембурга де Мортен (умерла в 1087); муж: с приблизительно 1077 года — граф Сицилии Рожер I (1031—1101)
  - (?) Кондона (умерла после 1087); муж: граф Ангулема Фульк (умер в 1087)
- 2-я жена: (аннулирован ранее 1080) Матильда, дочь графа Сицилии Рожера I.